# Ramiro Sánchez di Monzón
Ramiro Sánchez (Monzón, 1070 – Monzón, 1116) fu signore di Monzón.

## Origine
Ramiro, come riporta la Crónica Latina de los reyes de Castilla era figlio del signore di Uncastillo e Sangüesa, Sancho Garcés di Navarra e della moglie, Costanza Sánchez, come conferma il documento n° 40 del Cartulario de Albelda (Infante domno Santio et uxor eius domna Contanza), figlia del signore di Marañon e della moglie Velasquita (secondo fonti recenti, Costanza sarebbe stata figlia, anziché di Velasquita, della regina Stefania di Foix, moglie di García III, quindi sorellastra, ma non consanguinea del marito).

Sancho Garcés di Navarra era figlio illegittimo del re di Navarra García III Sánchez e di un'amante di cui non conosce il nome, come riporta la Crónica Latina de los reyes de Castilla.

## Biografia
Nel 1076, alla morte dello zio, il re di Navarra, Sancho IV Garcés, il regno di Navarra fu diviso tra il re di León e Castiglia Alfonso VI, che occupò la Rioja, come conferma il documento n° 1 del cartulario del monastero di San Millán de la Cogolla ed il re d'Aragona, Sancho Ramírez, che occupò tutto il resto del regno, come conferma la Cronaca piniatense.

La famiglia reale di Navarra fu divisa tra i due stati e Ramiro Sanchez fu condotto alla corte di Aragona e ricevette in feudo la signoria di Monzón nella zona di Huesca, in Aragona.
Ramiro Sanchez, nel 1087, come riportano le "Corónicas" Navarras sposò Cristina Rodríguez di Bivar (1075-?), figlia di Rodrigo Díaz de Bivar, noto come il Cid Campeador ('ifant don Romiro ovo en su muiller la filla de meo Cid al rey don Garcia de Navarra), discendente da Laín Calvo, uno dei mitici Giudici di Castiglia) e di Jimena Díaz, cugina del re di León e Castiglia, Alfonso VI. 
Ramiro Sanchez morìe nella signoria di Monzón gli succedette il figlio, García Ramírez.

## Discendenza
Ramiro Sanchez e Cristina ebbero tre figli:
- García Ramírez(1105-1150), il restauratore del regno di Navarra[8]
- Alfonso Ramírez (?-1164), signore di Castroviejo
- Elvira Ramírez (?-1163), si sposò due volte e morì pellegrina a Gerusalemme.

## Ascendenza
|                          |                       |                      | Genitori         |  |  | Nonni |  |  | Bisnonni        |  |  | Trisnonni             |  |
|                          |                       |                      |                  |  |  |       |  |  | Jimeno I Garcés |  |  | Garcia I di Guascogna |  |
|                          |                       |                      |                  |  |  |       |  |  | Jimeno I Garcés |  |  | Garcia I di Guascogna |  |
|                          |                       | …                    |                  |  |  |       |  |  | Jimeno I Garcés |  |  |                       |  |
| García II Jiménez        |                       |                      |                  |  |  |       |  |  | Jimeno I Garcés |  |  |                       |  |
|                          |                       | …                    | …                |  |  |       |  |  |                 |  |  |                       |  |
|                          |                       | …                    | …                |  |  |       |  |  |                 |  |  |                       |  |
|                          |                       | …                    | …                |  |  |       |  |  |                 |  |  |                       |  |
| Sancho Garcés di Navarra |                       | …                    |                  |  |  |       |  |  |                 |  |  |                       |  |
|                          |                       | …                    | …                |  |  |       |  |  |                 |  |  |                       |  |
|                          |                       | …                    | …                |  |  |       |  |  |                 |  |  |                       |  |
|                          |                       | …                    | …                |  |  |       |  |  |                 |  |  |                       |  |
| Dadildis di Pallars      |                       | …                    |                  |  |  |       |  |  |                 |  |  |                       |  |
|                          |                       | …                    | …                |  |  |       |  |  |                 |  |  |                       |  |
|                          |                       | …                    | …                |  |  |       |  |  |                 |  |  |                       |  |
|                          |                       | …                    | …                |  |  |       |  |  |                 |  |  |                       |  |
| Ramiro Sánchez di Monzón |                       | …                    |                  |  |  |       |  |  |                 |  |  |                       |  |
|                          | Sancho I di Guascogna | Lupo II di Guascogna |                  |  |  |       |  |  |                 |  |  |                       |  |
|                          | Sancho I di Guascogna | Lupo II di Guascogna |                  |  |  |       |  |  |                 |  |  |                       |  |
|                          | Sancho I di Guascogna | …                    |                  |  |  |       |  |  |                 |  |  |                       |  |
| Aznar Sánchez            | Sancho I di Guascogna |                      |                  |  |  |       |  |  |                 |  |  |                       |  |
|                          |                       | …                    | …                |  |  |       |  |  |                 |  |  |                       |  |
|                          |                       | …                    | …                |  |  |       |  |  |                 |  |  |                       |  |
|                          |                       | …                    | …                |  |  |       |  |  |                 |  |  |                       |  |
| Toda di Navarra          |                       | …                    |                  |  |  |       |  |  |                 |  |  |                       |  |
|                          |                       | Fortunato Garcés     | García I Íñiguez |  |  |       |  |  |                 |  |  |                       |  |
|                          |                       | Fortunato Garcés     | García I Íñiguez |  |  |       |  |  |                 |  |  |                       |  |
|                          |                       | Fortunato Garcés     | Urraca           |  |  |       |  |  |                 |  |  |                       |  |
| Oneca Fortúnez           |                       | Fortunato Garcés     |                  |  |  |       |  |  |                 |  |  |                       |  |
|                          |                       | Oria                 | …                |  |  |       |  |  |                 |  |  |                       |  |
|                          |                       | Oria                 | …                |  |  |       |  |  |                 |  |  |                       |  |
|                          |                       | Oria                 | …                |  |  |       |  |  |                 |  |  |                       |  |
|                          |                       | Oria                 |                  |  |  |       |  |  |                 |  |  |                       |  |

### Fonti primarie
- (LA)  #ES Cartulario de San Millán de la Cogolla Archiviato il 27 febbraio 2023 in Internet Archive..
- (LA)  Historia de la Corona de Aragón : (la más antigua de que se tiene noticia) conocida generalmente con el nombre de Crónica de San Juan de la Peña, Caput XVI.
- (LA)  #ES Cartulario de Albelda Archiviato il 16 dicembre 2023 in Internet Archive..
- (LA)  Crónica Latina de los reyes de Castilla
- (LA)  #ES "Corónicas" Navarras

### Letteratura storiografica
- Rafael Altamira, "La Spagna (1031-1248)", in "Storia del mondo medievale", vol. V, 1999, pp. 865-896